# Haras national de Marbach
Le haras national de Marbach également connu sous le nom de Weil-Marbach, est le plus ancien haras d'Allemagne, créé en 1573. Il est à l'origine de la sélection des races du Alt-Württemberger et du Württemberger. 
Il est constitué de trois installations distinctes : Marbach a.d. Lakter, siège du haras, Offenhausen et St Johann. Chacune est entourée de dépendances

## Histoire
En 1491, un haras est fondé à Oberfeld. il est agrandi grâce au duc Eberhard II qui donne le fief de Marbach à cet effet. Le haras devient haras provincial en 1573. Deux ans plus tard, il est de nouveau agrandi avec l'adjonction de la ferme d'Offenhausen qui accueille les poulains. Dans les années suivantes,un élevage de mulets vient l'enrichir.
Le haras est détruit en 1635 pendant la guerre de 30 Ans. Gästenstein est reconstruit  en 1657 et les installations situées à Marbach en 1674 .
Le haras se développe aux siècles suivants et s'enrichit au XIXe siècle d'apports de sang anglo-normand. Il accueille alors les étalons Faust, Mac Mahon et Communist qui feront sa réputation. Au début du XIXe siècle, le haras gérait plus de 81 000 chevaux.
Saint Johann est installé dans une ancienne chapelle qui fut ensuite un pavillon de chasse.
En 1932, il reçoit un premier étalon arabe et il accueille des étalons trakehners après la Seconde Guerre mondiale.

## Architecture
Le manège du haras de Marbach a été construit entre 1854 et 1860. Un manège plus récent a été édifié en 1973. Une fontaine y est surmontée d'une sculpture représentant une jument suitée.
Le haras d'Offenhausen est installé dans un couvent de religieuses dominicaines qui s'établirent sur ce lieu au XIIe siècle. Il abrite un musée de l'élevage dans l'ancienne chapelle du couvent qui est de style gothique, mais fut remaniée au XIXe siècle.

## Élevage
L'élevage est aujourd'hui installé dans trois dépendances de Saint Johann : Folhenhof, Gästenstein et Schlafhaus. Il est consacré à l'élevage de chevaux de selle allemands (Deutsches Reitpferd), de KWPN, de pur-sang arabes, de traits de la Forêt Noire et de haflingers.

## Galerie d'images

Haras national de Marbach - Gestüt Marbach
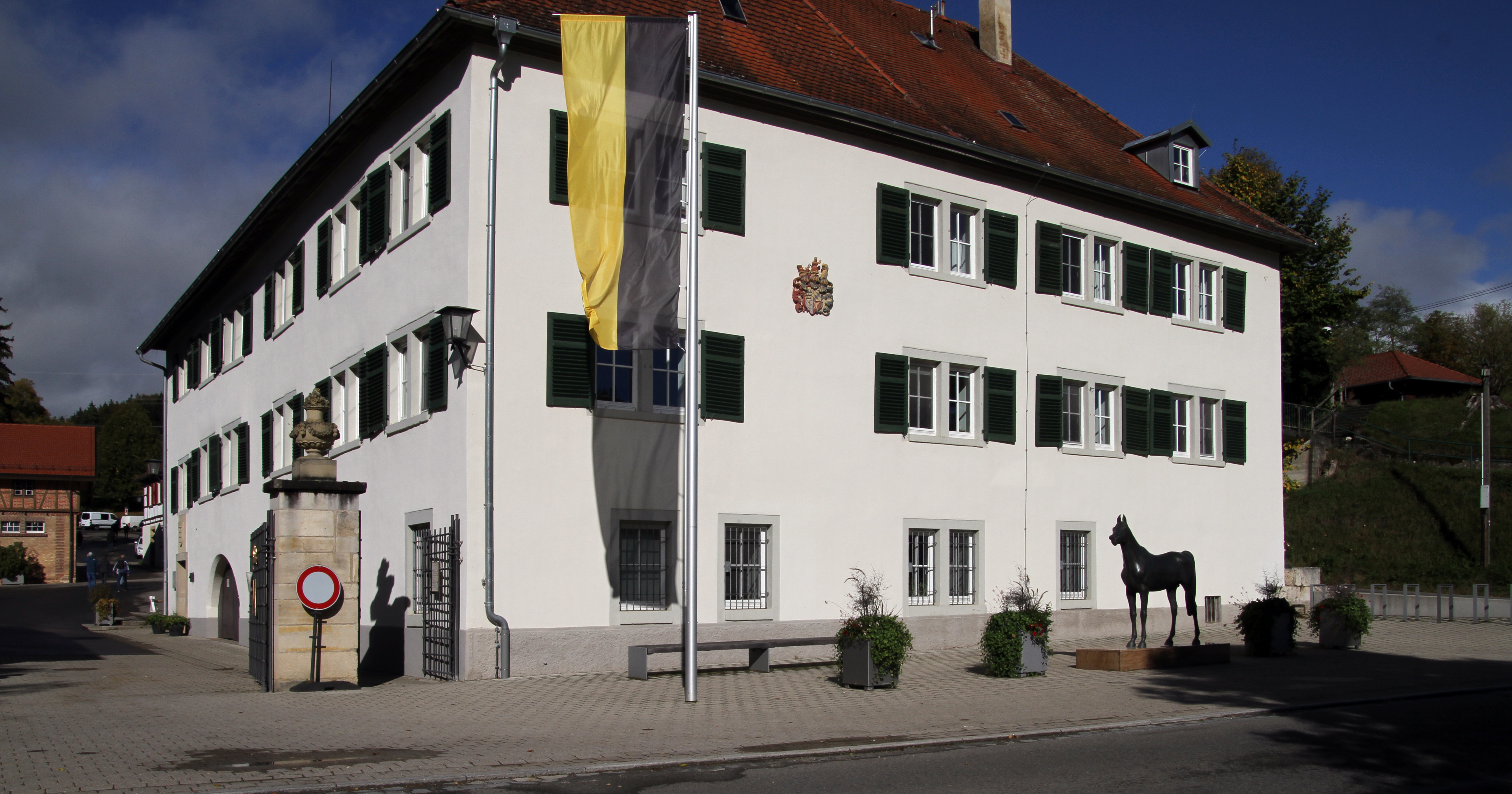
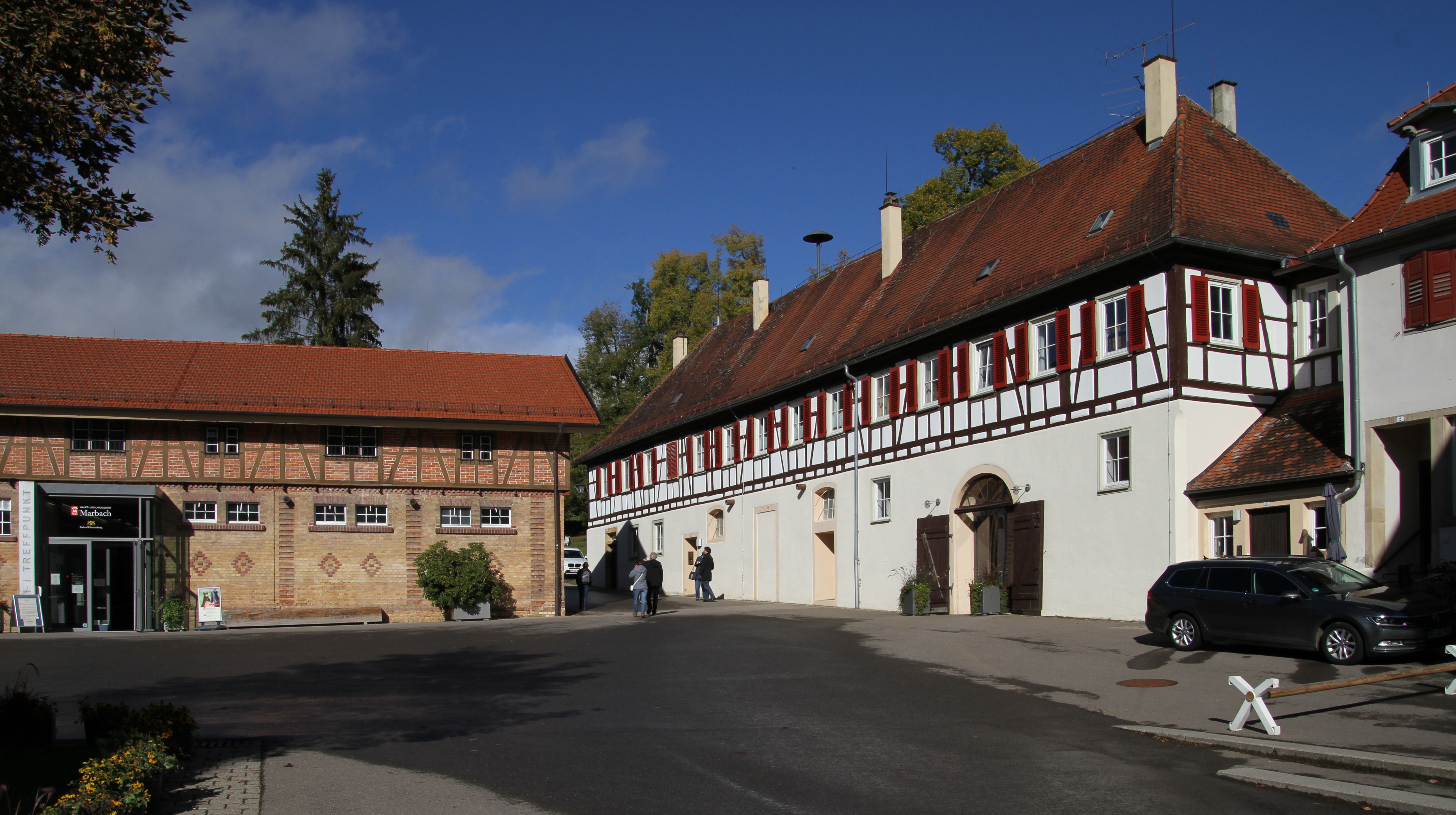
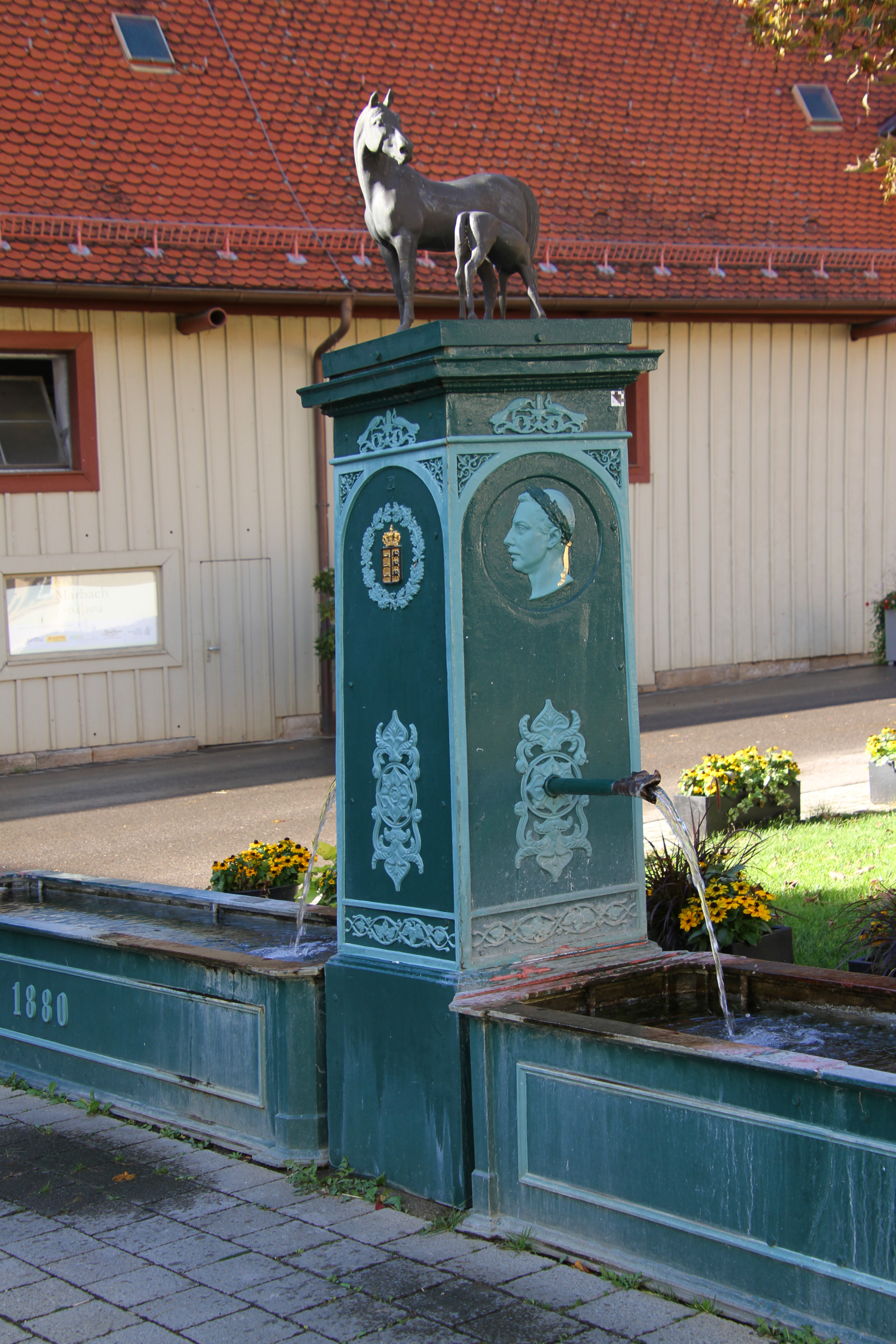
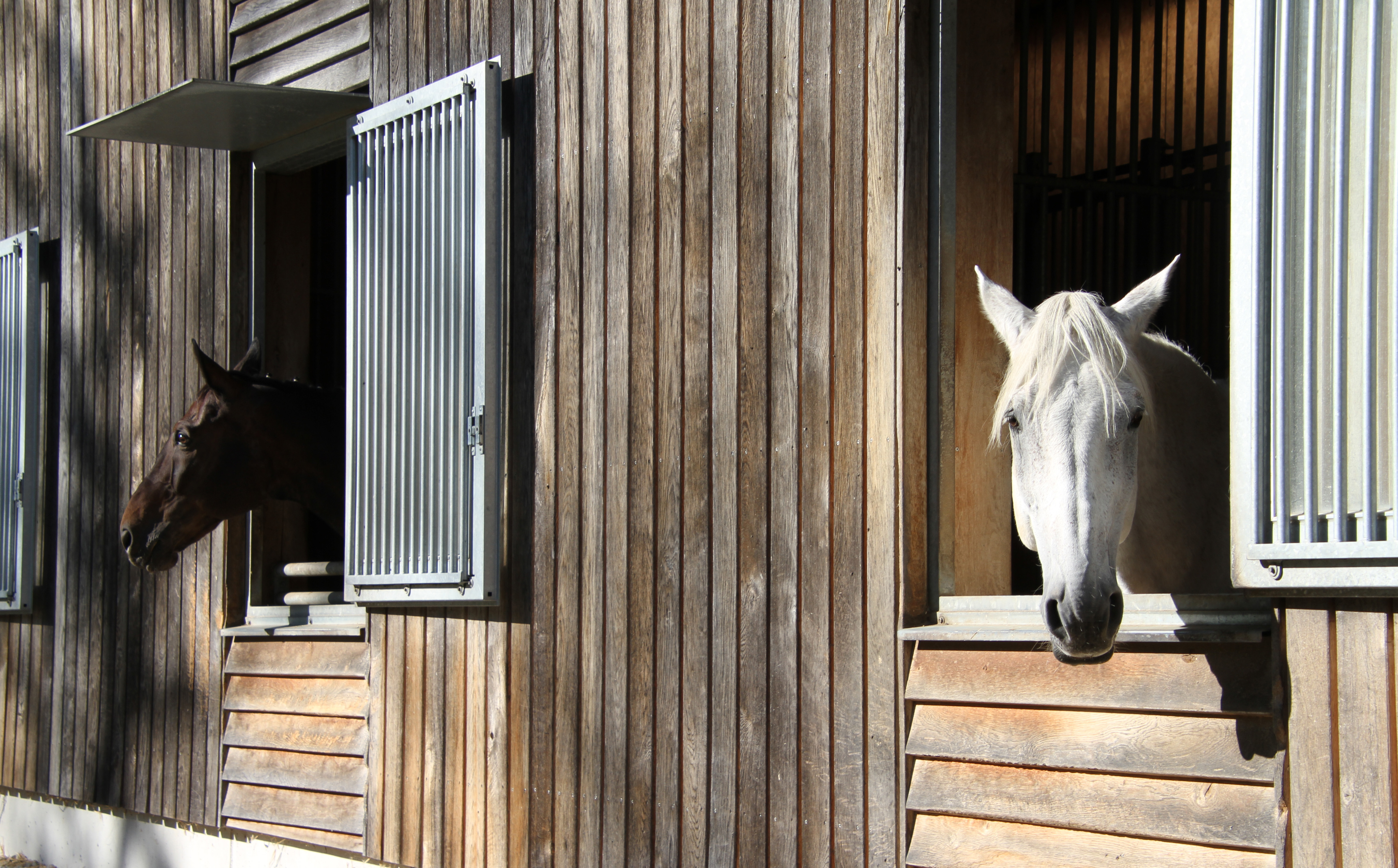
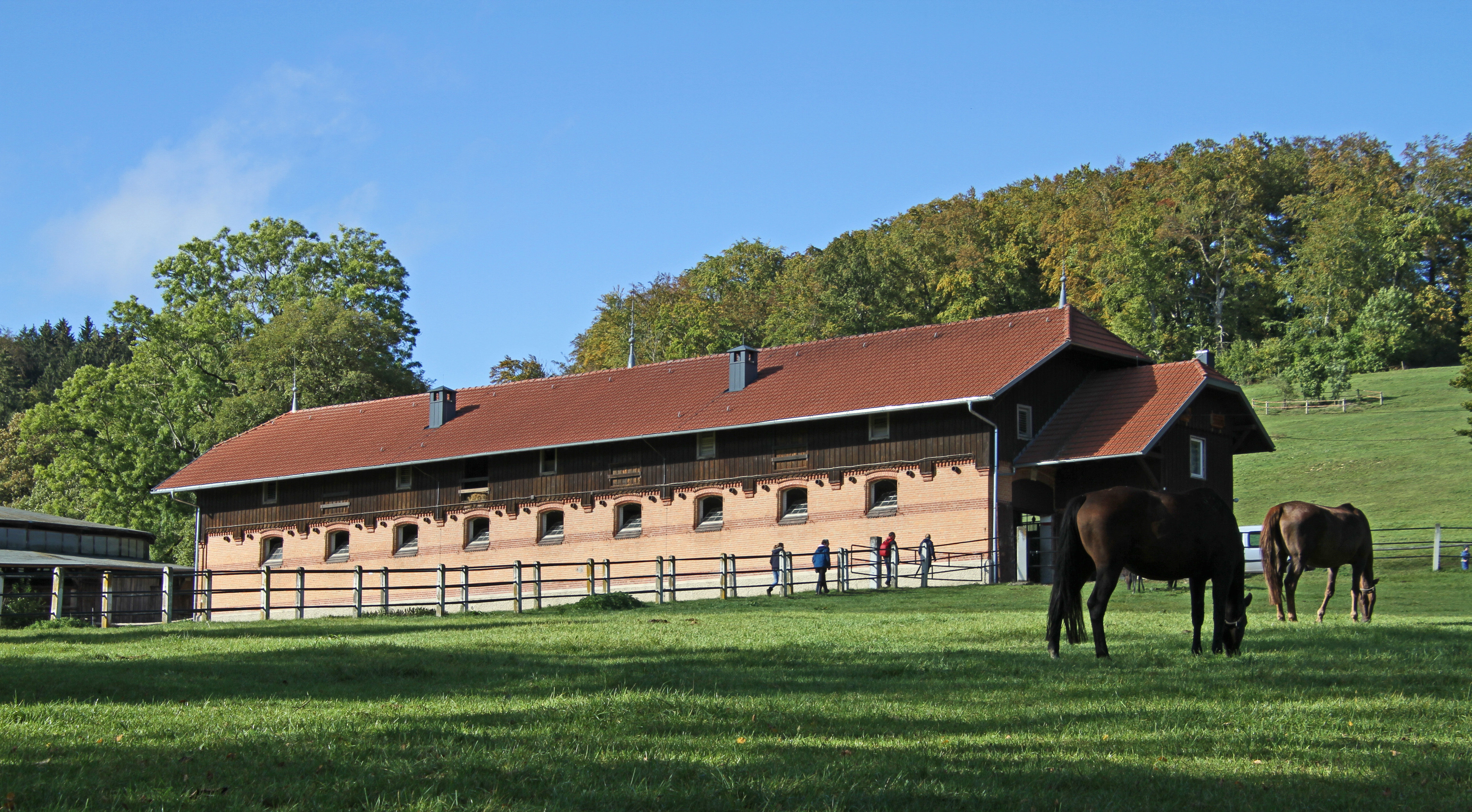
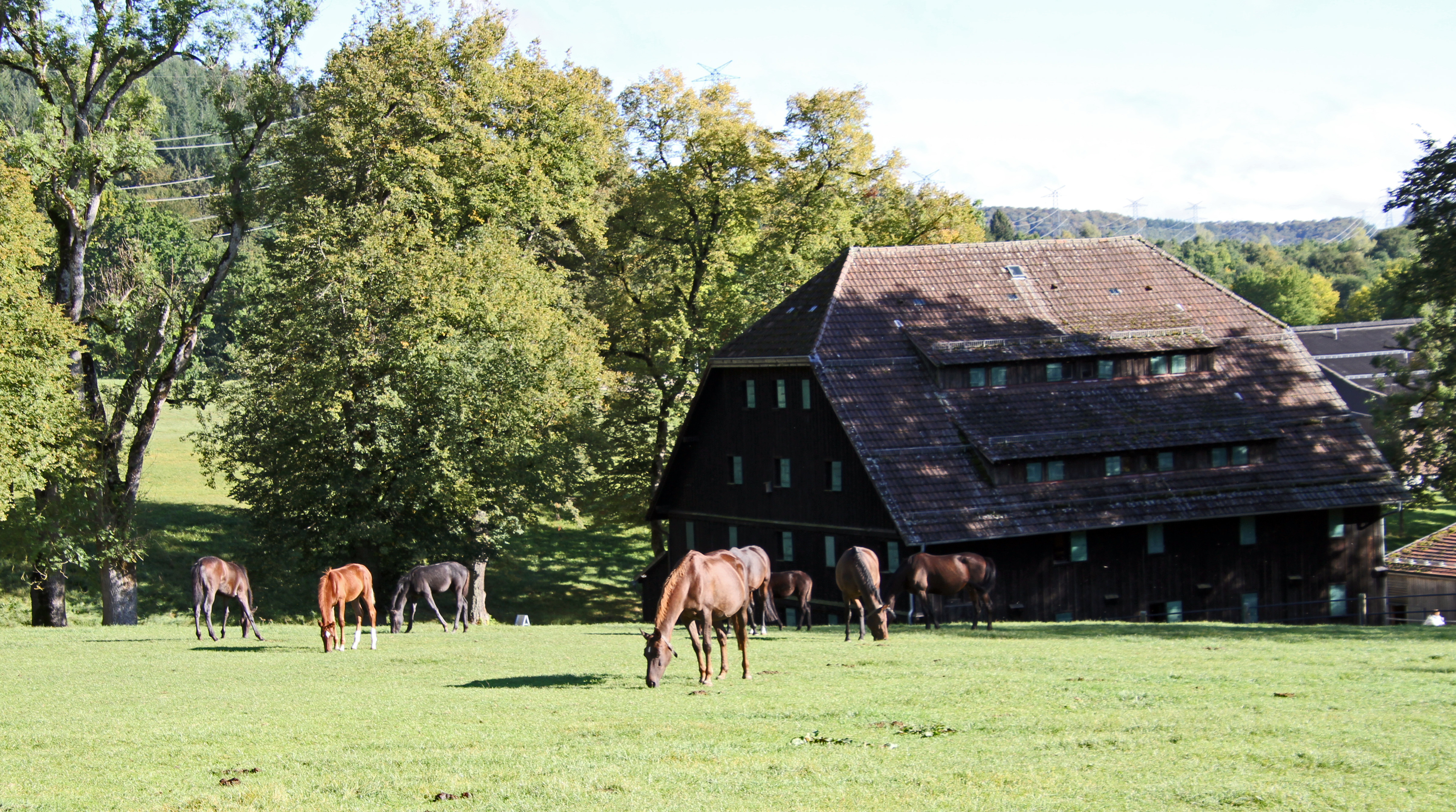